# Jeskyně v Česku

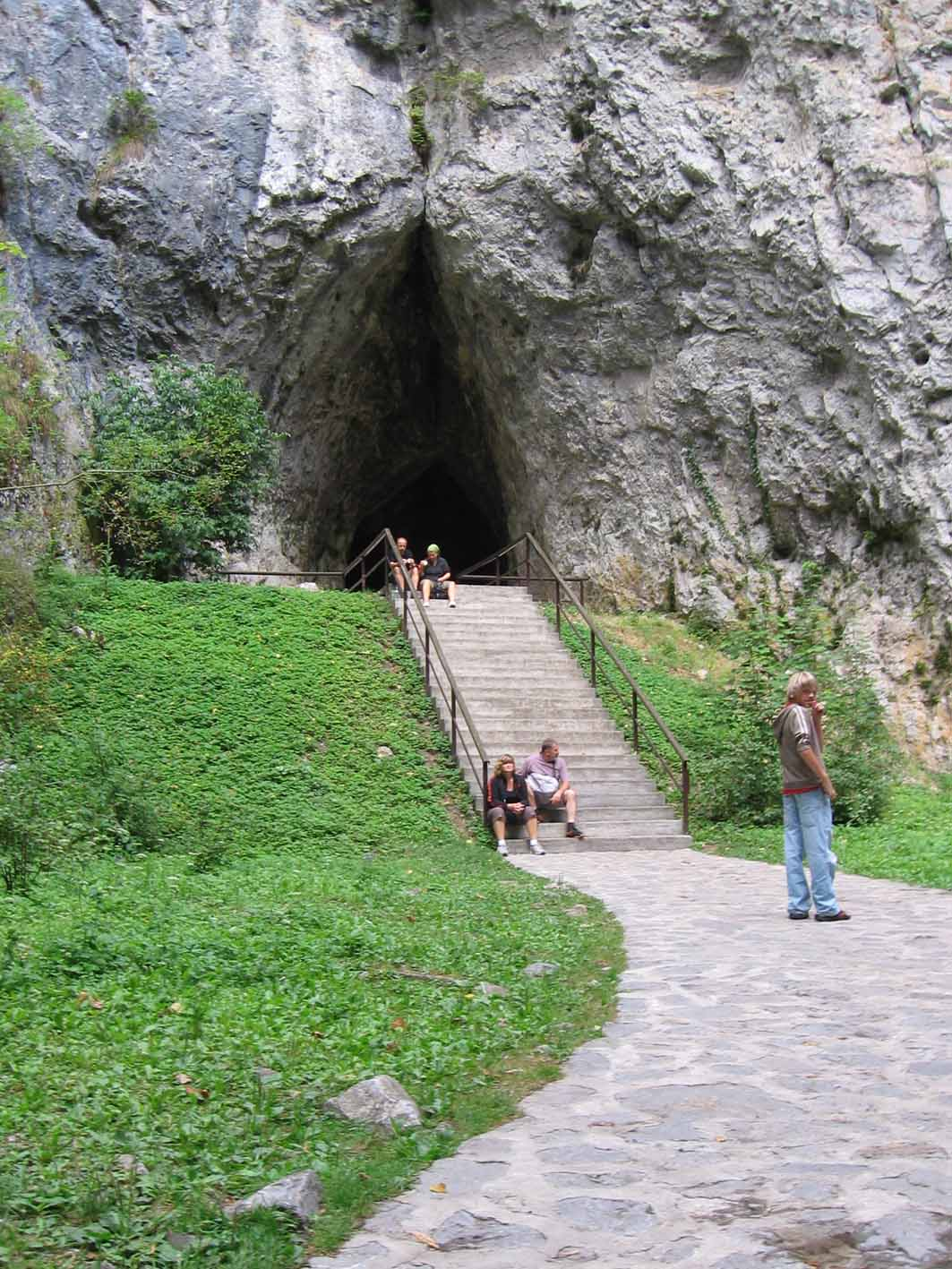
Portál Kateřinské jeskyně se schodištěm v Moravském krasu

Krasová území zabírají relativně malou část území České republiky, přesto se však v jejich útrobách nacházejí mnohé významné jeskyně. V Česku se nacházejí tyto významnější krasové oblasti:
- Moravský kras - nejvýznamnější krasové území rozkládající se na sever od Brna, množství jeskyní i dalších krasových jevů
- Český kras - součást karlštejnské plošiny mezi Prahou a Berounem
- Jesenický kras - nesouvislé pruhy vápenců na Králickém Sněžníku, Rychlebských horách i Hrubém a Nízkém Jeseníku
- Krkonošský kras
- Mladečský kras
- Javoříčský kras
- Hranický kras
- ostrůvky vápenců se nalézají na Vysočině (Tišnovský kras, Chýnovský kras), na Šumavě i jinde
- Jihomoravský kras - Pavlovské vrchy a okolí
- Štramberský kras

V Česku je známo přes 2000 jeskyní, z nich většina se nachází v Moravském krasu.

## Veřejnosti zpřístupněné jeskyně
V Česku se nachází 14 veřejnosti zpřístupněných jeskyní Správou jeskyní České republiky:
- 1. Jeskyně Balcarka v Moravském krasu
- 2. Bozkovské dolomitové jeskyně v Krkonošském krasu
- 3. Chýnovská jeskyně v Chýnovském krasu
- 4. Javoříčské jeskyně v Javoříčském krasu
- 5. Kateřinská jeskyně v Moravském krasu
- 6. Koněpruské jeskyně v Českém krasu
- 7. Mladečské jeskyně v Mladečském krasu
- 8. Jeskyně Na Pomezí v Jesenickém krasu
- 9. Jeskyně Na Špičáku v Jesenickém krasu
- 10. Jeskyně Na Turoldu v Jihomoravském krasu
- 11. Punkevní jeskyně v Moravském krasu
- 12. Sloupsko-šošůvské jeskyně v Moravském krasu
- 13. Výpustek v Moravském krasu
- 14. Zbrašovské aragonitové jeskyně v Hranickém krasu

Dále se v Česku nachází další jeskyně, které jsou zpřístupněné pouze občas:
- Ochozská jeskyně v Moravském krasu
- Býčí skála v Moravském krasu
- Strašínská jeskyně u Strašína na Klatovsku

## Nej českých jeskyní

### Nejdelší jeskyně
| Pořadí | Název | Poloha            | Délka    |
| ------ | --- | ----------------- | -------- |
| 1      | Amatérská jeskyně (Nová Amatérská jeskyně, Jeskyně 13C, Nová Rasovna, Piková dáma, Punkevní jeskyně, Sloupsko-šošůvské jeskyně, Spirálka, Stará Amatérská jeskyně a Výtok Punkvy, spolu s propastí Macochou) | Moravský kras     | 35 000 m |
| 2      | Býčí skála - Rudické propadání | Moravský kras     | 13 000 m |
| 3      | Javoříčské jeskyně | Javoříčský kras   | 4 000 m  |
| 4      | Výpustek | Moravský kras     | 2 000 m  |
| 5      | Na Turoldu - Liščí díra | Jihomoravský kras | 2 000 m  |
| 6      | Koněpruské jeskyně | Český kras        | 2 000 m  |
| 7      | Jeskyně Ementál | Český kras        | 1 884 m  |
| 8      | Ochozská jeskyně | Moravský kras     | 1 750 m  |
| 9      | Chýnovská jeskyně | Chýnovský kras    | 1 400 m  |
| 10     | Arnoldka | Český kras        | 1 360 m  |

### Nejhlubší jeskyně
V Česku se nenachází mnoho hlubokých jeskyní. Výjimku tvoří Hranická propast, jejíž konečná hloubka není dodnes známá.
| Pořadí | Název                          | Poloha        | Hloubka / převýšení |
| ------ | ------------------------------ | ------------- | ------------------- |
| 1      | Hranická propast               | Hranický kras | 442,5 m             |
| 2      | Amatérská jeskyně              | Moravský kras | 200 m               |
| 3      | Býčí skála - Rudické propadání | Moravský kras | 200 m               |
| 4      | Jalového závrt                 | Moravský kras | 130 m               |
| 5      | Dámský závrt                   | Moravský kras | 125 m               |

## Zajímavosti českých jeskyní
- největší zpřístupněná podzemní prostora je Hlavní dóm v Kateřinské jeskyni o rozměrech 95 × 44 × 20 m.
- Sloupsko-šošůvské jeskyně byly jako první na světě v roce 1881 osvětleny elektřinou.
- největší roční návštěvnost ze zpřístupněných jeskyní mají Punkevní jeskyně
- nejhlubší propastí v Česku je Hranická propast, jejíž změřená hloubka činí v současné době skoro 474 m, ale není konečná, neboť dna propasti se zatím nepodařilo dosáhnout (suchá hloubka propasti je 70 m, zbytek je zatopený vodou).
- propast Macocha je s půdorysem 174 x 76 m největší propastí typu „light hole“[1] ve střední Evropě.
- jediné zpřístupněné jeskyně s podzemní plavbou pro návštěvníky jsou Punkevní jeskyně, na podzemní říčku Punkvu se nasedá poté, co odtéká ze dna propasti Macocha.